# Kwame Nkrumah University of Science and Technology
Die Kwame Nkrumah University of Science and Technology (kurz KNUST; deutsch Kwame Nkrumah Universität für Wissenschaft und Technik) ist nach der Universität von Ghana die zweite Hochschule des Landes. Benannt wurde sie nach dem ersten Präsidenten Ghanas Kwame Nkrumah.

## Geschichte

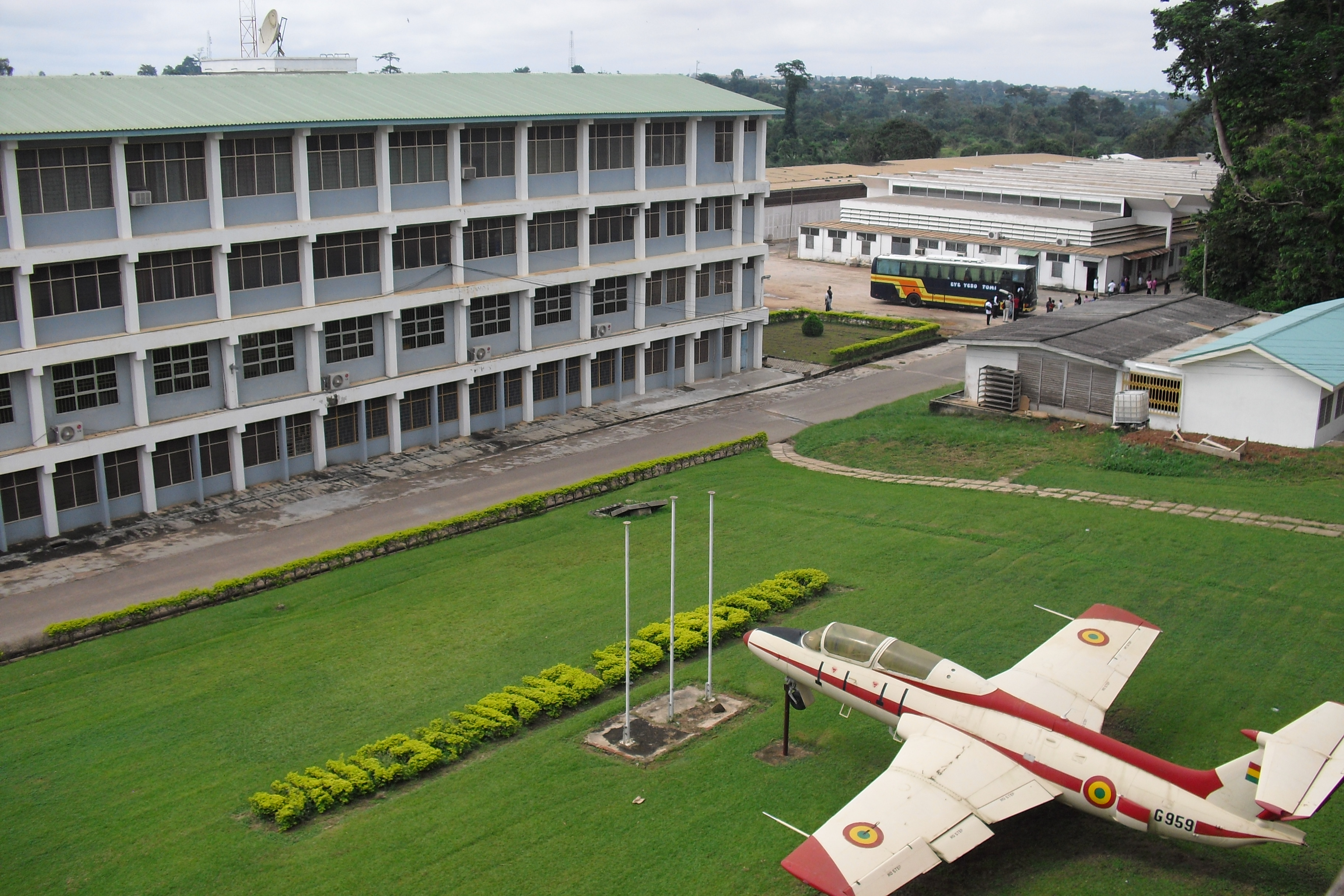
KNUST College of Engineering, 2010

Die Gründungsgeschichte der KNUST begann mit der Gründung des Kumasi College of Technology am 22. Januar 1952. Mit diesem Datum wurden 200 Lehramtsstudenten von Achimota in die neue Universität überführt. Offiziell wurde der KNUST am 22. August 1961 der Universitätsstatus durch Verwaltungsakt verliehen. Im Oktober 1952 wurden in der KNUST die Fakultät für Ingenieurwissenschaften (engl. School of Engineering) und die Abteilung für Handel (engl. Department of Commerce) eröffnet und die ersten Studenten wurden aufgenommen. Im Jahr 1955 schloss die Fakultät für Ingenieurwissenschaften der KNUST eine Vereinbarung über eine Zusammenarbeit mit der University of London, die es den Studenten erstmals ermöglichte, den Bachelor in Ingenieurwissenschaften über ein externes Examen an der Universität von London abzulegen.
Die Abteilung für Pharmazie wurde im Januar 1953 durch die Aufnahme der ehemaligen Schule für Pharmazie (engl. School of Pharmacy) des Korle-Bu Hospital in Accra durch die KNUST eröffnet. Die Abteilung für Landwirtschaft (engl. Department of Agriculture) wurde ebenfalls 1953 eröffnet und eine Vielzahl von Kursen in Zusammenarbeit mit dem Ministerium für Landwirtschaft organisiert. Ebenfalls wurde eine Abteilung für Allgemeine Studien (engl. Department of General Studies) eingerichtet, um die anderen Abteilungen zu unterstützen und Prüfungen in Wissenschaften und Kunst abzunehmen.
Bereits 1957 wurde die wachsende Universität um die Abteilung für Architektur, Stadtplanung und Gebäude erweitert. Mit dem Anwachsen der Studentenzahlen wurde beschlossen, die KNUST auf die Fächer der Naturwissenschaften und Technik zu spezialisieren. Als Folge dieser Entscheidung wurde das Teacher Training College mit der Kunstschule im Januar 1958 ausgelagert und in das Winneba Training College in Winneba aufgenommen. Im Jahr 1959 wurde die Abteilung für Handel nach Achimota ausgelagert. Aus dieser wurde später an der Universität von Ghana in Legon, einem Vorort von Accra, die heutige Abteilung für Verwaltungswissenschaften.

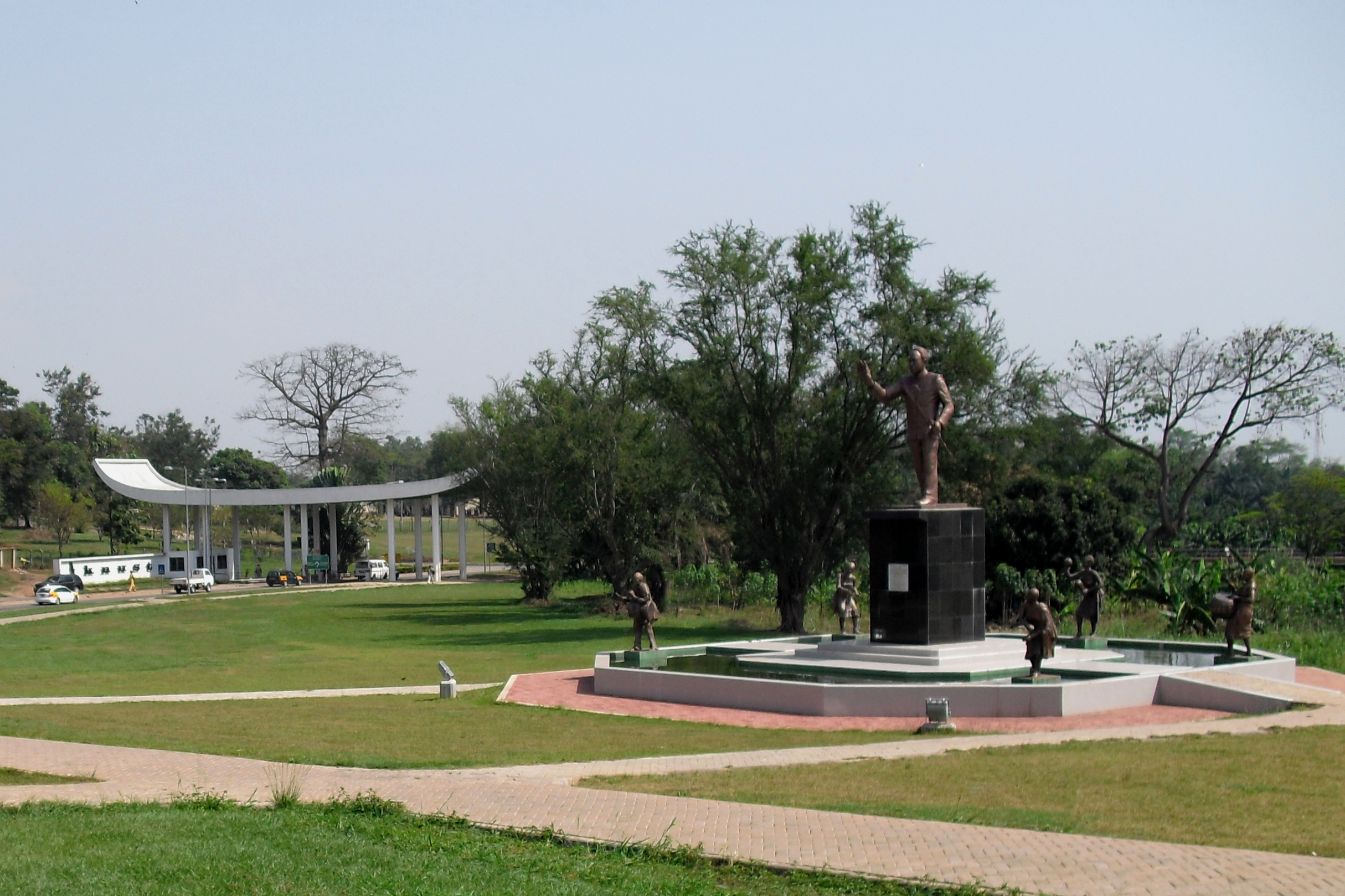
KNUST Haupteingang und Kwame Nkrumah Memorial Park

Im Dezember 1960 wurde durch Präsident Nkrumah eine Universitätskommission eingerichtet, um eine Empfehlung für die Entwicklung der Hochschulausbildung in Ghana zu beraten. Es stand die Frage offen, ob das University College of Ghana und das Kumasi College of Technology in der unabhängigen University of Ghana zusammengefasst werden sollten. Nach dem Bericht der Kommission Anfang 1961 entschied sich die Regierung gegen die Lösung einer großen Universität und gründete neben der University of Ghana in Legon die Kwame Nkrumah University of Science and Technology in Kumasi durch Gesetz vom 22. August 1961.
Nach dem Militärputsch gegen Nkrumah am 24. Februar 1966 wurde die KNUST in University of Science and Technology umbenannt. Erst im Jahr 1998 wurde die Universität wieder in den ursprünglichen Namen Kwame Nkrumah University of Science and Technology umbenannt.

## Fakultäten

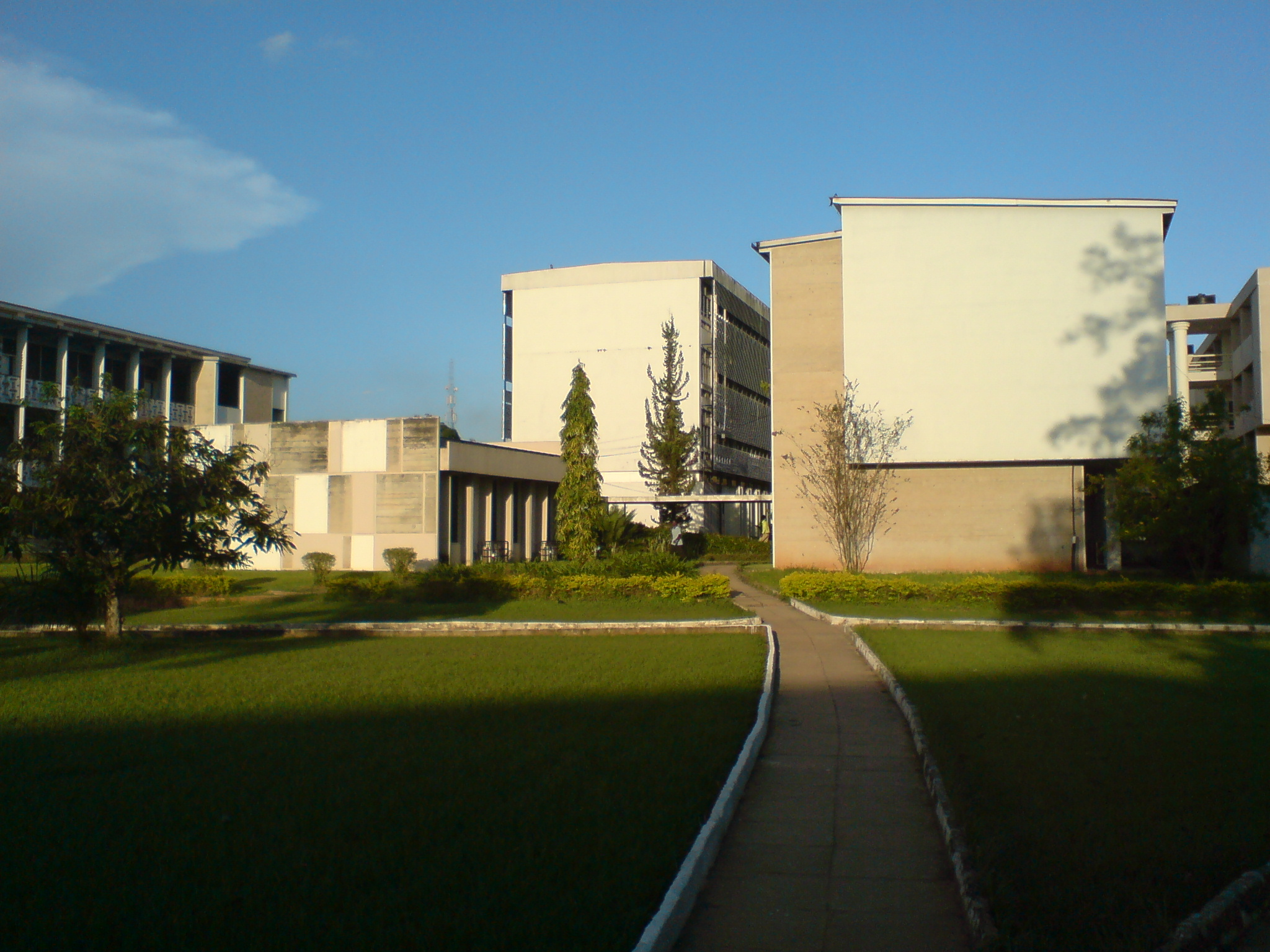
KNUST College of Architecture and Planning

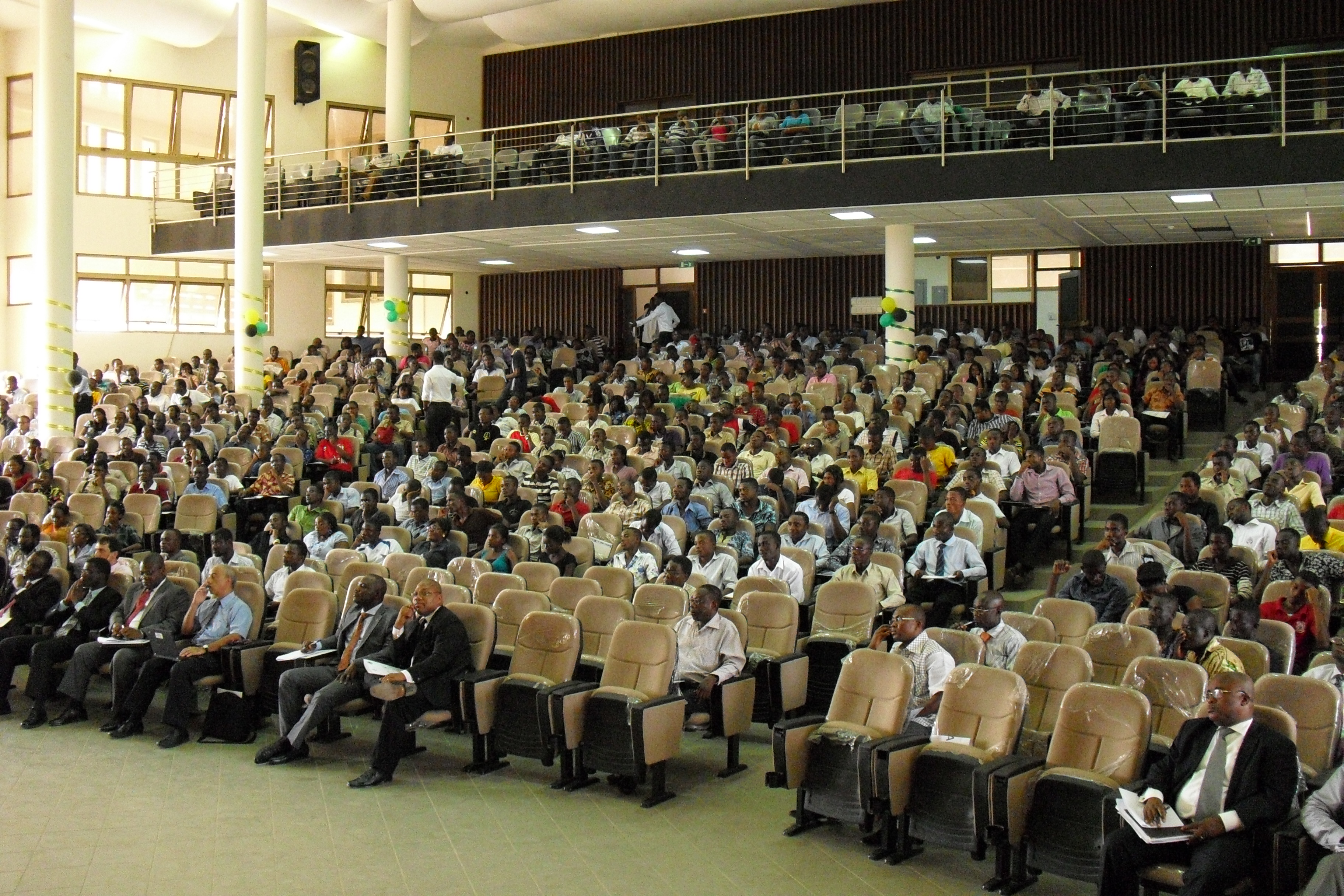
Auditorium des KNUST College of Engineering

Die Fakultät für Landwirtschaft besteht aus den Abteilungen für Tiere (Animal Science), Getreide (Crop Science), Böden, Gartenbaukunst, Agrarwissenschaften und Betriebsmanagement. Ferner sind verschiedene Forschungsstationen hier angesiedelt, wie die Universitätsforschungsstation (University Research Station) in Awomasi-Kumasi und das Rinder Projekt in Boadi (Boadi Cattle Project) in Boadi-Kumasi.
Die Fakultät für Ingenieurwissenschaften besteht aus den Abteilungen für Bauingenieurwesen, Elektrik und Elektronik, Chemische Ingenieurwissenschaften, Mechanik, Landwirtschaftsingenieurwesen und Geodäsie.
Die Kunstfakultät ist unterteilt in die Abteilungen Kunsterziehung, Design und Allgemeine Kunststudien, Industrielle Kunst, Druckerei, Integrierte Städtische Kunst und Industrie, Malerei und Skulpturen.
Die Fakultät für Pharmazie ist unterteilt in die Abteilungen Pharmakologie, Pharmazeutik, biologische Pharmazeutik, chemische Pharmakologie und klinische Pharmakologie.
Das Institut für erneuerbare natürliche Ressourcen setzt sich zusammen aus der Abteilung Frischwasser, Fischerei, Wasserschutzmanagement, Waldwissenschaften und Technologie, Waldbau und Waldmanagement, Agrarforstwirtschaft sowie Wildschutz und Wildmanagement. Auch das Zentrum für Biodiversifikation, Anwendung und Entwicklung (Centre for Biodiversing Utilisation and Development) ist hier angeschlossen.
Die naturwissenschaftliche Fakultät umfasst die Abteilungen für Physik, Chemie, Mathematik, Biologie, Informatik, Biochemie und Augenheilkunde (Optometrie) sowie das Institut für Bergbau und Mineralogie (Institute of Mining and Mineral Engineering).
Die Fakultät für Bergbau in Kumasi umfasst die Abteilungen für Geologie, Mineralogie und Metallurgie sowie Materialwissenschaften und Technik. Ferner ist das Internationale Zentrum für Materialwissenschaften und Technologie (International Centre for Materials Science and Technology) integriert. Die Fakultät für Bergbau in Tarkwa ist in die Abteilungen für angewandte Ingenieurwissenschaften, Bergbauingenieurwesen, Geologie und Erfassung (engl. survey) sowie Mineralogie unterteilt.
Die Fakultät für Sozialwissenschaften ist unterteilt in die Abteilungen für Sprachen, Allgemeine und Afrikanische Studien, Wirtschaft und Industriemanagement, Umwelt und Entwicklungsstudien, Architektur, Planung, Gebäudetechnik, Wohnungswesen und Planungsentwicklung, Landmanagement und Entwicklung und Immobilienwirtschaft. Ferner sind das Land Resource Centre und das Zentrum für Bevölkerung, Geschlechter und Entwicklung (Centre for Population, Gender and Development) hier vertreten.
Die Medizinische Fakultät ist in die Abteilungen Gynäkologie und Geburtshilfe, Anatomie, Verhaltensbiologie, Kindergesundheit, Allgemeine Gesundheit, Hals-Nasen-Ohren, Mikrobiologie, Molekularmedizin, Pathologie, Physiologie, Radiologie, Chirurgie sowie Anästhesie und Intensivmedizin unterteilt. Ferner ist das Zentrum für Zusammenarbeit in der Tropenmedizin in Kumasi (Kumasi Centre for Collaborative Research into Tropical Medicine) hier eingegliedert.

## Institute und Forschungszentren
Folgende Institute stehen für die wissenschaftliche Forschung, technische Übungen, Beratung und andere Dienstleistungen zur Verfügung:
- Technology Consultancy Centre (TCC)
- Bureau of Integrated Rural Development (BIRD)
- Training Network Centre (TNC)
- Centre for Cultural Studies (CCS)
- Institute for Technical Education (ITE)
- Distance Learning Centre (DLC)

Das Kumasi Centre for Collaborative Research (KCCR) ist eine Kooperation zwischen dem Bernhard-Nocht-Institut für Tropenmedizin in Deutschland und der Abteilung für Medizin der KNUST in Kumasi.
Angeschlossen ist das Regent University College of Science and Technology.

## Abschlüsse
In folgenden naturwissenschaftlichen, künstlerischen und technologischen Fachrichtungen können an der KNUST Abschlüsse erworben werden:
- Kunst (engl. Art)
- Kunstwissenschaft (Bildende Kunst) (engl. Fine Arts)
- Keramikkunst (engl. Ceramics)
- Metallkunst (engl. Metals)
- Graphisches Design (engl. Graphic Design)
- Zeichnen (engl. Painting)
- Skulpturen (engl. Sculpture)
- Mode (engl. Textiles)
- Kunsterziehung (engl. Art Education)
- Afrikanische Kunst (engl. African Art)
- Städtische Kunst und Industrie (engl. Rural Art and Industry)
- Journalismus (engl. Publishing Studies)
- Naturwissenschaften (engl. Sciences)
- Physik (engl. Physics)
- Chemie (engl. Chemistry)
- Biologie (engl. Biological Sciences)
- Informatik (engl. Computer Science)
- Mathematik (engl. Mathematics)
- Biochemie (engl. Biochemistry)
- Augenheilkunde (engl. Optometry)
- Ingenieurwissenschaften (engl. Engineering)
- Elektrik und Elektronik (engl. Electrical and Electronic)
- Mechanik (engl. Mechanical)
- Geodäsie (engl. Geodetic)
- Informatik (engl. Computer Science)
- Telekommunikation (engl. Telecommunications)
- Landwirtschaftswissenschaften (engl. Agricultural Science)
- Chemieingenieurwissenschaften (engl. Chemical engineering)
- Wasser und Sanitär (engl. Water and Sanitary)
- Bergbau und Bergbauingenierwesen (engl. Mining & Mineral Engineering)
- Geologische Methoden und Metallurgie (engl. Geological Processing & Extractive Metallurgy)
- Bergbau (engl. Mining)
- Mineralien Technologie (engl. Mineral Technology)
- Bergbaugeologie (engl. Mine Geology)
- Bergbauvermessungswesen (engl. Mine Surveying)
- Bergbaumechanik (engl. Mine Mechanical)
- Metallurgie (engl. Metallurgical)
- Bergbauelektrik (engl. Mine Electrical)
- Materialwissenschaften (engl. Material Science)
- Mineralienwissenschaften (engl. Mineral Exploration)
- Umweltmanagement (engl. Environmental Resource Management)
- Pharmazie (engl. Pharmacy)
- Pharmakologie (engl. Pharmacology)
- Pharmazeutische Biologie (engl. Pharmacognosy)
- Pharmazeutik (engl. Pharmaceutics)
- Pharmazeutische Chemie (engl. Pharmaceutical Chemistry)
- Klinische Pharmazie (engl. Clinical Pharmacy)
- interdisziplinäre Kräutermedizin (engl. Herbal Medicine (Interdisciplinary))
- (engl. Social Pharmacy)
- Erneuerbare Energien (engl. Renewable Natural Resources)
- Management der natürlichen Ressourcen (engl. Natural Resources Management)
- Agrarforstwesen (engl. Agro forestry)
- Waldwissenschaften und Technik (engl. Wood Science & Technology)
- Wildpark- und Schutzgebietemanagement (engl. Wildlife & Range Management)
- Forstwirtschaft (engl. Forestry)
- Wasserwirtschaft (engl. Aquaculture)
- Waldbau und Waldmanagement (engl. Silviculture & Forest Management)
- Humanmedizin (engl. Medical Sciences)
- Humanbiologie (engl. Human Biology)
- Klinische Biochemie (engl. Clinical Biochemistry)
- Chemische Pathologie (engl. Chemical Pathology)
- Gesundheitsmanagement (engl. Health Services Planning & Management)
- Gesundheitserziehung (engl. Health Education)
- Medizinische Labortechnik (engl. Medical Laboratory Technology)
- Klinische Mikrobiologie (engl. Clinical Microbiology)
- interdisziplinäre Augenheilkunde (engl. Optometry (Interdisciplinary))
- Umwelt und Entwicklungsstudien (engl. Environmental & Development Studies)
- Architektur (engl. Architecture)
- Entwicklungsplanung (engl. Development Policy and Planning)
- Gebäudetechnologie (engl. Building Technology)
- Wohnungswesen und Planungsentwicklung (engl. Housing and Planning Studies)
- Gebäude und Stadtentwicklung (engl. Estate and Urban Development)
- Bodenwirtschaft (engl. Land Economy)
- Immobilienwirtschaft (engl. Estate Management)
- Sozialwissenschaften (engl. Social Sciences)
- Vergleichende Literaturwissenschaften (engl. Comparative Literature)
- Wirtschaftswissenschaften (engl. Economics)
- Industriemanagement (engl. Industrial Management)

## Campus

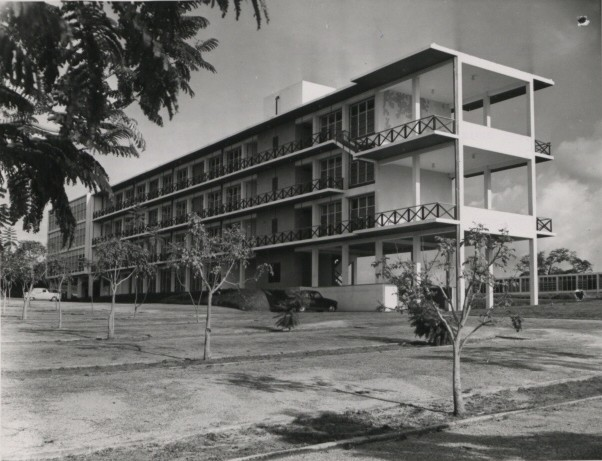
Neubau, 1952

Die Universität ist auf einem sieben Quadratmeilen großen Hauptcampus in Kumasi, der Hauptstadt der Ashanti Region gelegen.
Auf dem Campus sind sechs Studentenwohnheime (engl. Halls of Residence) errichtet worden. Jedes dieser Gebäude besitzt einen Gemeinschaftsraum für die jüngeren und älteren Semester. Eine Kantine, Tennis- und Badmintonplatz stehen auf dem Campus zur Verfügung. Die sechs Gebäude tragen die Namen Unity, University (beide nur für männliche Studierende), Africa (für weibliche Studierende), Republic, Queen’s und Independence (gemischt).
Nahe dem Haupteingang des Campus in Kumasi wurden eine römisch-katholische Kirche, eine protestantische Kirche und eine Universitäts-Moschee für Studierend errichtet. In der Kunstgalerie der Universität im Universitätsgebäude finden Ausstellungen statt, ein Laden bietet Arbeiten lokaler Künstler an. Ferner verfügt die Hochschule über einen Club für die Studenten und deren Besucher, einen Botanischen Garten, ein Schwimmbad und die Great Hall, in der repräsentative Veranstaltungen abgehalten werden.
Ein weiterer Universitätscampus ist in Tarkwa in der Nähe von Takoradi in der Western Region gelegen. Dort liegt eine der beiden Abteilungen für Bergbau, da sich in der Nähe von Tarwka erhebliche Abbaugebiete für Gold und andere Rohstoffe befinden.

## Ehemalige
- Kofi Annan (1938–2018), UN-Generalsekretär
- Saddique Boniface (* 1960), ghanaischer Politiker
- Daniel K. Konku (* 1955 oder 1956), Finanzwissenschaftler
- Hackman Owusu-Agyeman (* 1941), ghanaischer Politiker
- Jacob Plange-Rhule (1957–2020), Mediziner